# Mirza Abu’l-Fadl

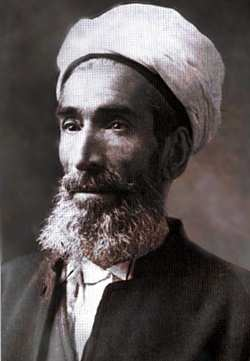
Mirza Abu’l-Fadl-i-Gulpaygani

Mirza Abu’l-Faḍl porträtiert von Alice Pike Barney im Smithsonian American Art Museum

Mirza Muhammad (persisch ميرزا أبوالفضل) oder Mirza Abu’l-Faḍl-i-Gulpaygani (* Juni oder Juli 1844 bei Golpayegan, Iran; † 21. Januar 1914 in Kairo, Ägypten) war ein iranischer Theologe und Religionshistoriker. Er schloss sich der Bahai-Religion an und trug wesentlich dazu bei, dass diese sich in Ägypten, Turkmenistan und den Vereinigten Staaten verbreitete.

## Leben
Abu’l-Faḍl wurde in einem Dorf bei Gulpayegan, ca. 200 km nördlich von Isfahan geboren. Mit Vornamen hieß er Muhammad, und wählte, wie damals im Orient üblich, für sich als Ausdruck seines Wunsches nach Wissenserwerb den Beinamen Abu’l-Faḍl aus, was so viel wie „Vater der Gelehrsamkeit“ bedeutet. Er entstammte einer vermögenden Familie, sein Vater war ein bekannter schiitischer Geistlicher und genoss sehr hohes Ansehen in der Bevölkerung Isfahans und Teilen Irans bis hin nach Ägypten.

### Ausbildung
Abu’l-Faḍl genoss eine umfassende Ausbildung nach dem traditionellen Curriculum der islamischen Theologie, besonders in islamischer Philosophie, islamischer Mystik und islamischer Jurisprudenz, zunächst in seinem Heimatort, später in Isfahan, einem bedeutenden Zentrum schiitischer Gelehrsamkeit seit der Epoche der Safawiden. In dieser Zeit beschäftigte er sich auch mit dem damals neu entstehenden farsí sara, einer Ausprägung des Neupersischen, das man von arabischen Fremdwörtern bereinigen wollte und das im Kreise der Iraner, die das schiitische Erbe durch eine rein persische Kultur ablösen wollten, beliebt war. Ebenso studierte er fremde Religionen, deren Bücher er las und mit deren Anhängern er sich persönlich austauschte. Seine Studien in Neupersisch und nichtislamischen Religionen betrieb er heimlich, um nicht den Argwohn konservativer Kleriker in Isfahan zu erwecken. Darüber hinaus beschäftigte er sich mit traditioneller islamischer Astronomie und Medizin. Nach Beendigung der Ausbildung ging er in den arabischen und nichtarabischen Irak, das Zentrum schiitischer Gelehrsamkeit schlechthin, und studierte bei bekannten Geistlichen wie dem schiitischen Ajatollah Mohammad Hasan Schirazi und dem sunnitischen Mufti Mahmud al-Alusi.

### Jahre in Teheran
Im Jahre 1873 ging er nach Teheran und lehrte an einer Madrasa, deren Schirmherrin die Königin-Mutter war. Aufgrund seines herausragenden Wissens wurde er kurze Zeit später, noch vor seinem 30. Geburtstag, zu deren leitenden Dozenten ernannt. Neben der Lehrtätigkeit führte er seine Studien in Neupersisch weiter fort und erreichte auf diesem Gebiet ein sehr hohes Niveau. Zusätzlich suchte er die Nähe europäischer Dozenten am neu entstehenden Polytechnikum Dar al-Fonun, tauschte sich mit ihnen über die Fortschritte in Europa und die dort üblichen modernen Methoden wissenschaftlichen Arbeitens aus – u. a. mit Jules Richard, dem persönlichen Übersetzer des Shah, der auch an Ausgrabungen in Schahr-e Rey mitwirkte und modernste Techniken der Photographie in Iran einführte. Ebenso suchte er das Gespräch mit buddhistischen Gelehrten, die damals in Teheran weilten.

### Übertritt zum Bahaitum und Haft
In Teheran machte er die Bekanntschaft von Bahai, die hartnäckig das Gespräch mit ihm suchten. Zunächst nahm er sie nicht ernst und spottete über sie. Als im Jahre 1876 ein einfacher Hufschmied, der Analphabet war, die traditionelle schiitische Lehre aber sehr gut kannte, ihn mit den eklatanten Widersprüchen in den schiitischen Überlieferungen konfrontierte, war er zunächst verstört und erkannte, dass unkritisches, wörtliches Verständnis der Heiligen Schriften mit aufgeklärtem Glauben und gesundem Menschenverstand nicht konform gehen. Ebenso fiel ihm auf, dass nicht nur er, sondern auch andere schiitische Gelehrte die einfachen Rätsel der religiös ungebildeten Bahai nicht qualifiziert beantworten konnten. So widmete er sich fortan dem Studium der Religionen und Heiligen Schriften mit dem Ziel, zu einem aus gläubiger Sicht gültigen Verständnis zu kommen, das mit den verschiedenen Heiligen Schriften übereinstimmt und für den menschlichen Verstand annehmbar ist. Nach eigener Darstellung, widmete er sich besonders der systematischen Validierung der Beweise, die die Bahai für diesen neuen Glauben vorbrachten – anhand ihrer eigener Schriften, aber auch mit Anhängern und Gelehrten anderer Religionen. Er kam zu dem Schluss, dass es sich hier um eine authentische neue Religion handelt und fand zum neuen Glauben. Allerdings erklärte er seinen Glauben nicht öffentlich, sondern bestand auf einem Zeichen. Dies ging für ihn in Erfüllung, als Bahá’u’lláh den Untergang des osmanischen Sultans acht Monate im Voraus vorhersagte. Am 20. September 1876 konvertierte Abu’l-Faḍl zur Bahai-Religion, als sich die Prophezeiungen aus Baha’u’llahs Lawh-i-Ra’is („Tafel an den Herrscher“) und Lawh-i-Fu’ad („Tafel von Fu’ad“) über den Untergang von Abdülaziz, dem Sultan des Osmanischen Reiches, und dessen Wesir Mehmed Emin Ali Pascha erfüllten. Als Abu’l-Faḍl anfing, aktiv den neuen Glauben zu lehren, und bekannt wurde, dass er zu diesem übergetreten war, verlor er seine Stellung an der Madrasa. Seine Geschwister und Verwandten nutzten diese Gelegenheit, um ihn zu enterben.
Die nächsten zehn Jahre verbrachte Abu’l-Faḍl in Teheran, wo er aktiv den neuen Glauben lehrte und deswegen insgesamt 24 Monate in Haft war. Einige Monate davon war er im Haus des Gouverneurs von Teheran festgesetzt, der ihn unter anderem in Gegenwart anderer Prinzen zu dem neu entstehenden Glauben und der Gemeinde befragte. Aufgrund seines umfassenden religiösen und historischen Wissens, seines tiefgehenden Verständnisses für die Führungssituation der Entscheider bzw. Machthaber und wegen seiner rhetorischen Fertigkeiten wurde er zum Sprecher der verhafteten Baha'í und konnte den Gouverneur davon überzeugen, dass von den Bahai keine Gefahr für den Staat ausgeht. Dieser und die Prinzen bedauerten, dass jemand, dessen Wissen das der schiitischen Geistlichen bei weitem überstieg, ausgerechnet der Bahai-Religion angehöre und in Haft genommen werden müsse, statt als persönlicher Sekretär des Königs am Hof ein Jahressalär von 50.000 Tuman zu beziehen.

## Lehrreisen und Wirken
Nach der Entlassung aus der letzten Haft ging er auf Geheiß Bahá’u’lláhs auf zahlreiche Reisen durch Persien und das russische Reich. Im heutigen iranischen Staatsgebiet bereiste er unter anderem Kaschan, Isfahan, Yazd, Täbris, Hamadan, Kermanschah, Kurdistan. Später reiste er nach Samarkand und Buchara, die zum russischen Reich gehörten.

### Persien
Auf seinen Reisen durch Persien legte Abu'l-Faḍl in zahlreichen Versammlungen gegenüber den Gelehrten des Islam, Christentums und Judentums sowohl den Wahrheitsanspruch dieser Religionen als auch die des Bahai-Glaubens überzeugend dar. Etliche der Anwesenden sahen, dass die Gelehrten ihm keine überzeugenden Argumente entgegensetzen konnten, und traten zum neuen Glauben über. Andere hingegen erkannten, dass es sich beim Bahai-Glauben um eine den anderen ebenbürtige Universalreligion handelte und entwickelten mehr Respekt gegenüber den Bahai, die sie sonst für Sektierer gehalten hatten.
Bei diesen Gesprächen war er stets darauf bedacht, es nicht zu einem Streitgespräch kommen zu lassen, sondern in Freundschaft auseinanderzugehen. Seine Gesprächspartner lobten oft sein Wissen in den höchsten Tönen. Der Rabbiner von Kaschan z. B. beschrieb ihn als jemanden, bei dem man den Eindruck gewänne, er hätte das jüdische Volk im Laufe seiner Geschichte auf jedem seiner Schritte persönlich begleitet. So groß sei sein Wissen. Erwähnenswert sind seine Gespräche mit christlichen Missionaren, u. a. Dr. Robert Bruce, dem Begründer der Persian Missionary Society der Christian Missionary Society (CMS) und dem Herausgeber einer persischen Bibelübersetzung, die bis heute im Einsatz ist.
In diesen Gesprächen ging Abu'l-Faḍl methodisch neue Wege, die man im Kreis traditioneller Geistlicher damals nicht kannte. Er führte zunächst die Beweise an, die für die Religion des Gesprächspartners sprechen, und nachdem er sich mit diesem auf die Anwendung der Beweise verständigt hatte, wandte er sie dann auf die neue Bahai-Religion an. Es handelte sich dabei um drei Kategorien von Beweisen, die
- ausgehend von einem theoretischen Prinzip oder einer empirischer Beobachtung qua logischer Schlussfolgerung den Wahrheitsanspruch einer Religion validieren
- ausgehend von Prophezeiungen und Zitaten alter Heiliger Bücher qua Exegese die zu untersuchende Religion legitimieren
- die ausgehend von der Polemik Dritter gegen die Religion des Gesprächspartners zeigten, dass dessen Argumente gegen die neue Religion falsch sind. Auf diese dritte Gruppe griff er nur zurück, wenn der Gesprächspartner stark polemisierte oder von vornherein den Eindruck erweckte, nicht an einem sachlichen Diskurs interessiert zu sein.

Diese Gespräche sind in seinen Briefen dokumentiert und zeigen, z. B. wie unten dargestellt im Falle von Chomeinis Kritik an Abu'l-Faḍl, wie ein traditionelles Verständnis, das von der Einzigartigkeit, Überlegenheit und Endgültigkeit der eigenen Religion ausgeht, schnell an seine Grenzen kommt und u. U. die Legitimität der eigenen Religion ad absurdum führt.

### Ehemals persische Gebiete im russischen Reich
Im Jahre 1899 erreichte er Aşgabat im Russischen Reich bzw. heutigen Turkmenistan. Die dortige ‌Bahai-Gemeinde entwickelte sich sowohl als Gemeinschaft als auch ökonomisch sehr gut und gewann zunehmend an Ansehen bei der russischen, turkmenischen und armenischen, ebenso wie bei der schiitischen Bevölkerung, da sie außerhalb der Reichweite der iranischen schiitischen Geistlichen lebte, und somit noch nicht gegen die Bahai aufgewiegelt war. Aus Sicht der iranischen Geistlichkeit in Persien war das sehr problematisch, da diese Gebiete nicht mehr unter persischer Hoheit standen und die Regierung des Shah einer möglichen Ausbreitung des neuen Glaubens innerhalb der dortigen Schiiten nichts entgegensetzen konnte. Also stifteten sie zwei Schläger aus der Stadt an, einen der prominenten Bahai in Aşgabat zu ermorden. Diese verübten den Mord am hellichten Tage auf dem Marktplatz und erstachen das Opfer mit über 30 Stichen. Die russischen Behörden verfolgten jedoch die Mörder, verhafteten sie wie auch die Hintermänner und verwiesen das Verfahren wegen der Schwere der Tat an ein Militärgericht. In dem Verfahren vertrat Abu’l-Faḍl die Bahai als Sprecher gegenüber dem lokalen Gouverneur sowie dem Militärstaatsanwalt und Gericht. Allen vermittelte er erfolgreich, dass es sich bei der Bahai-Religion um eine eigenständige Religion handelt, die gegenüber der lokalen Regierung immer loyal ist und ausschließlich friedvollen Umgang mit anderen Glaubensgemeinschaften pflegt. Die russischen Behörden verurteilten die Beteiligten zur Hinrichtung bzw. Verbannung, wobei diese Strafen nach Intervention der Bahai noch mal abgemildert wurden. Dies war der erste Fall, bei dem eine Regierung die Bahai aktiv vor Verfolgung in Schutz nahm und wird als Meilenstein in der Bahai-Geschichte angesehen. Bahaullah selbst ging in einigen Tafeln auf das Ereignis und die Verdienste von Abu’l-Faḍl in diesem Zusammenhang ein, insbesondere begrüßte er, dass die Bahai sich für die Abmilderung der Strafen eingesetzt hatten.
1890 ging er nach Samarqand, wo er den ersten afghanischen Gläubigen gewann. Etwa Anfang 1892 ging Abu’l-Faḍl nach Buchara. Hier fand er durch seine Recherchen und Kontakte ein Exemplar eines der frühesten rein persischsprachigen Werke in Geografie, das Hudūd al-ʿĀlam, welches bis dahin als verschollen gegolten hatte. Dieses gab er an den Orientalisten und Kapitän der russischen Armee, Alexander Tumansky, weiter „unter der Bedingung, dass man den Text herausbringe und dass er für die Wissenschaft nicht verloren ginge“. Neben seinen Kenntnissen in klassischem Arabisch und reinem Neupersisch gilt dieser Fund als einer der Belege seiner philologischen Fähigkeiten unter den Iranisten.

### Heiliges Land und Ägypten
Nach dem Tod Bahá’u’lláhs lud Abdu’l-Bahá Abu’l-Faḍl ein, ins heilige Land zu kommen. Von dort aus reiste er auf dessen Veranlassung nach Ägypten und ging an die al-Azhar-Universität, die heute noch in islamischer Theologie von internationalem Rang ist. Auch hier machten sein Wissen in vergleichender Religionsgeschichte, seine neuartigen exegetischen Ansätze und seine Art, den Islam gegenüber christlichen Missionaren zu verteidigen die Studenten und offene, an moderne Entwicklungen interessierte Menschen auf ihn aufmerksam. Trotz seines persischen und schiitischen Hintergrunds entwickelte er schnell einen legendären Ruf an der Al-Azhar, viele Studenten versammelten sich um ihn und nahmen bei ihm Unterricht in Theologie, Geschichte und Exegese. Einige dieser Studenten wurden später Bahai. Auch lernte er führende ägyptische Intellektuelle kennen, die ihm hohe Wertschätzung entgegenbrachten und ihn um Darstellungen des Bahai-Glaubens in ihren Zeitschriften baten. Dazu gehörten der Christ Dr. Yaqʿúb Ṣarrúf, der Gründer der populärwissenschaftlichen Zeitschrift al-Muqtataf, und Abdu’r-Raḥmán al-Barqúqí, Herausgeber der Zeitschrift al-Bayán. Die 1911 gegründete Zeitschrift unterstütze die Übersetzung westlicher Belletristik ins Arabische. Diese Phase hielt drei Jahre an, bis Abu’l-Faḍl sich öffentlich für die Baha'i einsetzte, die von der iranischen Botschaft in Kairo des Mordes an dem persischen König Naṣir-id-Dín Sháh bezichtigt wurden. Als dann noch ad-Durar al-Bahíyya und der Fará’id erschienen, kam es zum Aufruhr unter den Gelehrten der Al-Azhar, die ihn in einem religiösen Gutachten als Ungläubigen verurteilten und den Menschen den Umgang mit ihm untersagten.
Hier in Ägypten sorgte Abdu’l-Bahá dafür, dass Abu’ l-Faḍl eine Wohnung bekam, wo er sich eine Arbeitsumgebung einrichten konnte. Ebenso wies Abdu’l-Bahá die Gläubigen an, ihn bis in die frühen Nachmittagsstunden in Ruhe arbeiten zu lassen. Aus diesem Grund und weil er nicht mehr ständig auf Reisen war, entstanden in Ägypten seine wichtigsten wissenschaftlichen Werke. Parallel korrespondierte er mit den Bahá’í in Persien, Indien, Turkestan, Kaukasus, Syrien und dem Heiligen Land bis hin nach Burma und China. Insgesamt waren die Jahre in Ägypten seine produktivsten als Autor.

### USA
1901 ging Abu’l-Faḍl auf Anweisung Abdu’l-Bahás in die USA. Ziel der Reise war, die sehr junge Bahai-Gemeinde in den USA zu einem kohärenten Verständnis der Grundlagen des Glaubens zu führen. Hier brauchte es jemanden, der verlässlich, kompetent und verständlich die Inhalte des Glaubens erklärte und die Gläubigen zu einem gemeinsamen Verständnis führte, den diese eigenständig weiterentwickeln konnten, ohne in überflüssige Diskussionen oder gar Streit zu geraten. Er hielt zahlreiche Vorträge in Washington, New York, Chicago, Boston. In einem Hotel im Ferienort Green Acre, Maine, hielt er Vorlesungen über die Wahrheitsbeweise und Geschichte der Bahai-Religion, die später als Die Bahai-Beweise erschienen und auch ins Deutsche übertragen wurden. Green Acre war ein Treffpunkt vieler intellektueller, die sich für die modernen Entwicklungen interessierten, insbesondere Professoren von Harvard und der Columbia University. Hier war er mit seinem Wissen, durch seine Vertrautheit mit den westlichen Wissenschaften und ihren Methoden ebenso wie seine neuartigen Ansätze, an traditionelle Fragestellungen heranzugehen, ein gefragter Gesprächspartner.

### Ägypten
Die letzten 10 Jahre seines Lebens verbrachte er im Wesentlichen in Kairo von einigen gelegentlichen Aufenthalten in Beirut und Haifa abgesehen. Trotz seines angegriffenen Gesundheitszustandes – er war mutmaßlich als Jugendlicher an Malaria erkrankt – war er sehr produktiv und stellte zahlreiche Traktate über die Geschichte des Bahai-Glaubens, Beweise aus dem Koran und der Bibel und so andere exegetische und religionshistorische Fragestellungen fertig. Er verstarb am 21. Januar 1914 in Kairo und ist auf dem Bahai-Friedhof von Kairo beerdigt – direkt angrenzend an das Grab, in dem die Hand der Sache Gottes, Lua Getsinger, beerdigt ist. Für beide Gräber hat man später einen gemeinsamen Gedenkstein aufgestellt.

## Innovationen in Religionsgeschichte, -philosophie und Exegese

### Differenzierung von Offenbarungsreligion metaphysischen Ursprungs gegenüber menschengemachter religiöser Tradition
Religionen sehen sich, besonders in der Phase der Entstehung, mit der Herausforderung konfrontiert, ihren Wahrheitsanspruch zu beweisen. Um dies systematisch durchzuführen, so dass es für Angehörige verschiedener Glaubensrichtungen und säkular denkende Menschen transparent ist, führt er in seinem Hauptwerk aus dem Jahre 1892, dem Kitábu’l-Fará’id, eine grundlegende Unterscheidung ein: Offenbarungsreligionen metaphysischer Herkunft (dín) vs. Lehren bzw. religiösen Traditionen (madhhab), die aus einer Offenbarungsreligion hervorgehen. Erstere (z. B. Christentum) vergleicht er mit einem Meer, die daraus hervorgehenden religiösen Richtungen (z. B. Protestantismus oder Katholizismus) vergleicht er mit einzelnen Buchten in diesem Meer.
- „Religion umfasst Gesetze und Bestimmungen, die nach göttlicher Verfügung als himmlische Offenbarung auf einen einzelnen Menschen herabkommen, die geistigen sowie weltlichen Angelegenheiten des Volkes regeln und wohlgeordnet aufeinander abstimmen, wie die mosaische, christliche, islamische Religion oder dergleichen. Die Besonderheit der Religion liegt in der Kraft und Macht, mit der ihre Botschaft die Welt durchdringt, verschiedene Rassen und Völker unter ein Wort versammelt und sie mit der Bande der Brüderlichkeit zu einer Glaubensgemeinschaft verbindet.“[45]
- „Lehren stellen Glaubenssysteme und -richtungen dar, die sich bedingt durch machtpolitische Interessen oder Meinungsverschiedenheiten zwischen Religionsgelehrten abspalten. Das Fundament, auf das sie aufbauen, sind religiöse Streitfragen und durch Interpretationen der Schrift gewonnene Urteile der Gelehrten, nicht aber der Anspruch göttlich offenbarte Verse zu empfangen. Beispiele sind die katholische, orthodoxe, protestantische Lehre oder dergleichen innerhalb der christlichen Religion, das rabbinische oder karäische Judentum sowie unter anderem die schiitische, ismailitische, zayditische oder sunnitische Richtung des Islam. Charakteristisch für religiöse Lehren ist, dass sie zur Spaltung und Zersplitterung einst geeinter Religionsgemeinschaften, deren Schwächung und Auflösung durch Bürgerkriege führen. Sie sind Ursache für die Entstehung von Neuerungen, die von der Religion abweichen sowie der Einführung verfälschter, unnützer Riten.“[45]

Zusammengefasst kommen die Offenbarungsreligion und deren Prinzipien von Gott. Ihre Ausgestaltung und Zementierung zu religiösen Traditionen, die sich immer mehr von den Prinzipien der offenbarten Religion entfernen und irgendwann diese überdecken, sind menschengemacht. Dies weist Abu’l-Faḍl im weiteren Verlauf des Fará'id anhand der Geschichte, Entstehungs- und Ausbreitungsmechanismen der drei abrahamitischen Religionen ausführlich nach.
Für eine sachgerechte Beurteilung des Anspruchs, Wirkens und Nutzens von Religionen ist diese Unterscheidung von grundlegender Bedeutung, wie die Arbeiten von Hans Küng zeigen, der einen detaillierten paradigmentheoretischen Ansatz entwickelt hat, um einen konstruktiven Austausch zwischen den Religionen untereinander und besonders der säkularen Welt überhaupt zu ermöglichen. Analog zu Abu’l-Faḍl identifiziert Küng auch eine bleibende „Glaubenssubstanz“ der Religion, die als „Zentrum und Fundament“ dient, die durch neue epochale Konstellationen der Zeit, der Gesellschaft und der Glaubensgemeinschaft neuinterpretiert und konkretisiert wird. Diese Neuinterpretationen, verdichten sich zu einem Paradigma, einer Konstellation von Überzeugungen, Werten, Verfahrensweisen usw., die von den Mitgliedern einer Gemeinschaft geteilt werden. Diese Paradigmata, z. B. das rabbinisch-synagogale Paradigma, reformatorisch-protestantische Paradigma usw. entsprechen den jeweiligen Lehren (madhhab-i-rabbánín, madhhab-i-brutistánt) nach Abu’l-Faḍl. Analog verweist Udo Schaefer, der die Paradigmentheorie Küngs auf alle Religionen inklusive der Bahai-Religion angewandt und als „Einheitsparadigma“ ausformuliert hat, darauf, dass in der Religionsgeschichte das Heilige immer dem Profanen ausgeliefert ist und dass diese beiden Facetten des Phänomens Religion getrennt betrachtet werden müssen, wenn es sich um wissenschaftlich fundierte Evaluation handeln soll. Der Unterschied zwischen den Ansätzen Küngs und Abu’l-Fadls ist, dass Küng die Grundsubstanz der Religionen nebeneinander stehen lässt, während Abu’l-Fadl die verschiedenen Offenbarungsreligionen zu einer „Religion Gottes“ verbindet, die immer wieder offenbart wird. So wird das Zentrum des Glaubens neu bestimmt und die religiöse Tradition der Vorgängerreligion abgelöst. Dieses Phänomen, das Schaefer „göttliche Reformation“ nennt, lässt sich in dem paradigmentheoretischen Modell Küngs berücksichtigen, wenn es um die Kategorie „Meta-Paradigmenwechsel“ erweitert wird.

### Gewissheit als universelles Prinzip der Offenbarungsreligion
Diesen beiden Konzeptionen von Religion folgend unterscheidet Abu'l-Faḍl Gewissheit (íqan) als Folge eigenen Beobachtens, Suchens und Mühens von blinder Nachahmung (taqlíd) einer vorgefunden religiösen Tradition oder Lehre. Zur Gewissheit gelangen die Menschen durch eigene Wahrheitssuche und nicht Orientierung an anderen Geistlichen oder sonstigen Meinungsführern. Unabdingbare Grundvoraussetzung für einen Glauben, hinter dem Gewissheit steht, sind daher Meinungs- und Gewissensfreiheit, ein durch eigene Anstrengungen errungenes Verständnis der Gebote und deren konsequente, standhafte Befolgung – und sei es, dass man sein Leben dafür lassen muss. Gewissheit in diesem religiösen Sinne geht über das intellektuelle Analysieren und die Bestimmung des Wahrheitsgehalts einer Aussage, wie in der Philosophie definiert, hinaus. Es handelt sich um eine Geisteshaltung, die, wenn sie von vielen Menschen geteilt wird, zu einer neuen Gesellschaftsordnung und Zivilisation führt. Bahá’u’lláh habe das Buch der Gewissheit so genannt, um anzudeuten, dass dieses Werk anhand von Beweisen, die auf Zitaten aus heiligen Schriften beruhen, und Fakten aus der Geschichte der Religionen, die Lesenden in die Lage versetzt, selbst durch eigenes Urteilen eine eigene Sicht, eine eigene Überzeugung über Gott, die Offenbarer und alle Religionen zu gewinnen und die Lehren Gottes umzusetzen. Diese Sicht, d. h. eigenständiges Herausschälen geistiger Wahrheiten, selbständiges Glauben und damit verbunden kohärentes Handeln sind im Koran gleich zu Beginn der zweiten Sure angesprochen. Das Buch richte sich an jene, „die an das Verborgene glauben, das Gebet verrichten und von dem, womit Wir sie versorgt haben, [für Bedürftige] ausgeben und die an das glauben, was zu Dir [=Muḥammad] herabgesandt worden ist, und was vor Dir herabgesandt wurde, und die vom Jenseits überzeugt (yu’qinún) sind.“ (Q 2:2-4) Gewissheit zu haben oder zu erlangen wird im Koran 28 mal thematisiert. Das Evangelium verwendet für wirkungsvolle Taten, hinter denen ein von Gewissheit getragener Glaube steht, das Bild vom Versetzen der Berge. Das Wort für Glauben, das die griechische Bibel hier verwendet, leitet sich ab vom griechischen Begriff pistis (πίστις). Es handelt sich um einen der zentralen Begriffe des Evangeliums und heißt Glaube, Treue und Vertrauen. Es bezeichnet keineswegs das bloße Fürwahrhalten eines Sachverhalts, sondern den Glauben der Propheten an Gott (z. B. bei Abraham) ebenso wie die Beziehung zwischen Gott und Christus und wurde fast nur im religiösen Kontext verwendet. Mit Hilfe des Glaubens Berge zu versetzen ist nicht wörtlich, sondern als Metapher gemeint. Zur Zeit Christi bezeichnete man herausragende Gelehrte als die „Versetzer der Berge“. Berge zu versetzen bedeutet auch, an seinem Glauben auch gegenüber Schwierigkeiten oder Opposition festzuhalten. An anderer Stelle sind damit falsche Vorstellungen gemeint, denen viele Menschen folgen, und die durch die neue Offenbarung abgeschafft werden.
Offenbarungsreligionen bauen auf Gewissheit auf, was das Ergebnis freiwilliger, eigenständiger Suche ist. Aus diesem Grunde können nach Abu’l-Faḍl Offenbarungsreligionen nicht mit dem Schwert verbreitet werden. So seien z. B. die mongolischen Ilkhaniden zum Islam übergetreten, nachdem sie Persien erobert hätten. Wäre es möglich, den Glauben mit dem Schwert zu verbreiten, hätten die Perser der Religion der Mongolen beitreten müssen und nicht umgekehrt. Dass die Islamisierung in Persien mehrere Jahrhunderte dauerte ist durch moderne Arbeiten bestätigt. Analog urteilen Kirchenhistoriker und differenzieren zwischen einer echten Gewinnung der Menschen für ein Leben in und mit Christus einerseits und ihre bloße Christianisierung, das heißt ihre äußere Eingliederung in die christliche Kirche andererseits. Dass die Zwangschristianisierung gegen den ausdrücklichen Rat führender Gelehrter und Berater des Kaisers, wie Alkuin geschah, ist belegt. Dieser trat gegenüber dem Karl dem Großen nachdrücklich für friedliche und freiwillige Überzeugungsarbeit bei der Ausbreitung des neuen Glaubens ein. Wie Abu'l-Bahá war Alkuin der Meinung, dass man den Menschen, die am Anfang des Glaubens stehen, milde Vorschriften geben muss, so wie Milch dem zarten Kindesalter zukommt. Im Sinne des Wirkungsbeweises können Offenbarungsreligionen nicht mit dem Schwert verbreitet werden, wohl aber religiöse Lehren und Traditionen. Das zeigt zum Beispiel die Tatsache, dass die Menschen nach dem Dreißigjährigen Krieg gemäß der Vereinbarung cuius regio, eius religio aus dem Westfälischen Frieden die Konfession ihrer Landesherren annehmen mussten.

### Universeller Referenzrahmen zur Validierung des Wahrheitsanspruchs von Offenbarungsreligionen
Gegen Ende seines Lebens fasste Abu’l-Faḍl sein methodisches Vorgehen in einem Referenzrahmen zusammen, in dem er die großen Offenbarungsreligionen und ihre heiligen Schriften zueinander und zu den modernen Wissenschaften in Bezug setzte. Damit machte er transparent, dass es sich bei den Offenbarungsreligionen um gleichwertige Phänomene handelt, die aufeinanderfolgen und in Bahaitum kulminieren. Da es sich um dieselben Phänomene handelt, muss die Validierung ihres Wahrheitsanspruchs mit denselben Wahrheitsbeweisen möglich sein. Ebenso lösen sie in der Gesellschaft dieselben Innovationswiderstände aus, was sich besonders an den Einwänden der Geistlichkeit, der Wissenschaftler und der Literaten festmachen lässt. Um die Echtheit einer Offenbarungsreligion zu prüfen, schlug er vor, diese Wahrheitsbeweise auf sie anzuwenden und, falls sie sich nachweisen lassen, auch das Auftreten der Innovationswiderstände zu überprüfen. Dies fasste er als ein strukturiertes Vorgehen in der Einleitung eines umfangreicheren Werkes zusammen, in dem die Geheimnisse aller heiligen Schriften gelüftet werden sollten. Das Werk war als Einführung in das Bahaitum gedacht, er konnte es aber nicht mehr fertigstellen:
1. Postulat: Alle Heiligen Schriften[73] stimmen darin überein, dass es am „Ende der Zeit“ ein gewaltiges Ereignis geben wird, die Stunde oder der Tag Gottes genannt. Nach diesem Tag, an dem es zu gewaltigen Umwälzungen kommen wird, wird die Erde mit Frieden und Gerechtigkeit erfüllt werden, Kriege werden aufhören, … Das Erscheinen der Bahai-Religion identifiziert er mit diesem Ereignis.[74]
2. Einheit Gottes und der Offenbarer als Grundprinzip der Offenbarungsreligionen:[75] Gott ist nicht unmittelbar zu erkennen und über diesseitige Eigenschaften wie Aufstieg, Abstieg, Niederkunft und so weiter erhaben. Daher erschafft er reine Seelen, vollkommene Menschen, Propheten, Offenbarer oder Manifestationen Gottes genannt, die seine Eigenschaften in dieser Welt widerspiegeln. Das aufeinanderfolgende Erscheinen von diesen mit göttlichen Eigenschaften ausgestatteten Personen wird in den heiligen Schriften als Wiederkunft bezeichnet. Die Manifestationen Gottes verkörpern Wissen, Weisheit, Gerechtigkeit und ganz besonders die Allmacht Gottes in der Welt. Wegen dieser Eigenschaften ist das Erscheinen jedes Offenbarers von zwei Beobachtungen begleitet:
  - Er verfügt über ein Wissen, das hilft, die gesellschaftlichen Herausforderungen der Menschheit zum Zeitpunkt seines Erscheinens zu meistern. Dazu erlässt und verkündet er Gebote, die der Zeit und den zivilisatorischen Verhältnissen angepasst sind.
  - Er löst einen gestaltenden Impuls aus, der Widerstände der etablierten Kreise und ihre Anhänger überwindet, die Gesellschaft durchdringt, sie neu ausrichtet und deutlich weiterentwickelt.
3. Vier Beweise zur Validierung des Anspruchs von Religionen, ableitbar aus den beiden zuletzt genannten göttlichen Attributen, die die Offenbarer widerspiegeln:[76]
  1. Offenbarung göttlichen Ursprungs:[77] Das Empfangen von Offenbarungen definiert Abu’l-Faḍl darüber, dass der Urheber die Religion expressis verbis auf Gott zurückführt und dass seine Gegner keinen empirischen Nachweis erbringen können, dass diese Religion menschlichen Denk- und Analyseprozessen entspringt. Die Worte der Offenbarer entstehen ex tempore und sind unmittelbar perfekt ausformuliert. Im Gegensatz zu menschengemachten Texten werden sie nicht erst konzipiert, dann redigiert und überarbeitet usw. Ebenso darf nicht nachzuweisen sein, dass der Offenbar auf erworbenes Wissen zurückgreift, z. B. aus einer theologischen Ausbildung. In diesen Zusammenhang stellt Abu’l-Faḍl Verse aus dem Evangelium, wie Lk 4:32, die von der „Vollmacht“ Christi sprechen bzw. wo sich die Menschen wundern, wo er sein Wissen her hat,[78] und argumentiert analog zu Origenes, der zwischen offenbartem Glauben in Gotteskraft und ausgetretenen Pfaden der Menschenweisheit unterscheidet.[79] Die Stellen im Koran, die den Propheten als Ungelehrten bezeichnen (arab. ummí, s. Koran 2:78), interpretiert er analog zu Rumi,[80] der ummi als Terminus für Empfänger göttlichen, eingegebenen Wissens[81] interpretiert.[82] Dass eine Religion offenbart ist, heißt nicht automatisch, dass sie auch wahr ist, sondern nur, dass sie metaphysischen Ursprungs ist. Der Grund dafür ist, dass metaphysisch verankerte Lehrsätze empirisch nicht überprüfbar sind.[83]
  2. Die Wirkung der Offenbarer: Ihre Lehre durchdringt die Welt ohne politische oder materielle Hilfe trotz der Widerstände der Menschen, insbesondere der Machthaber und Geistlichkeit, und wirkt sich positiv auf die Zivilisation aus. Dieser Beweis ist der wichtigste und vereint die beiden grundlegenden, diametral entgegengesetzten Seiten jeder Offenbarungsreligion: ihren metaphysischen Ursprung und ihre säkulare Wirkung als erfolgreiche Soziale Innovation. Denn Religion ordnet die Welt neu, ja sie erschafft sogar Zivilisationen.[84] Auf diesen Wirkungsbeweis lassen sich der erste (Empfangen der Offenbarung) und dritte Beweis (Wunder) zurückführen, woraus sich die grundlegende Bedeutung dieses Beweises ergibt.[85] Ohne ihn ist es gar nicht möglich, den Wahrheitsanspruch irgendeiner Religion zu beweisen.[86] Nach dem erweiterten paradigmentheoretischen Modell Küngs (s. o.) wäre die Durchsetzung eines Metaparadigmenwechsels ohne weltliche Hilfe der Nachweis für die Echtheit einer Religion.[87]
  3. Wunder: Zwar hätten die Offenbarer, da sie die Allmacht Gottes widerspiegeln, die Möglichkeit, Wunder zu vollbringen, die die Naturgesetze sprengen. Dies würde jedoch dem Prinzip der Gewissheit widersprechen, bei dem es darum geht, dass die Menschen Kraft eigener Anstrengung, eigener Suche und Reflexion zum Glauben finden und diesen umsetzen bzw. leben. Wunder würden hingegen zu blinder Nachahmung führen und diesem Ziel entgegenwirken. Außerdem ist kein kausaler Zusammenhang herstellbar zwischen dem Vollbringen von Wundern und der eigentlichen Aufgabe der Offenbarer, die Menschen zu einem neuen Glauben und Zivilisation zu führen. Daher hätten alle Offenbarer das Vollbringen von Wundern abgelehnt, was im Evangelium und im Koran mehrfach dokumentiert ist. Das eigentliche Wunder, dass die Offenbarer bewirken, ist die kollektive Veränderung der Verhaltensweisen, Sitten und Gewohnheiten der Menschen trotz erheblicher Widerstände und ohne weltliche Unterstützung. Dass sie Gewohnheiten der Menschen verändern,[88] sei außergewöhnlich, nicht dass sie Naturgesetze aufheben. Daher reduziert sich dieser Beweis letzten Endes zum obengenannten Wirkungsbeweis. Davon abgesehen sind Wunder nur für diejenigen überprüfbar, die zugegen sind und hätten damit für die Nachwelt keine besonders starke Beweiskraft. Dieser Sicht begegnet man bereits bei Justin und Origenes. Im Evangelium wird ein Glaube, der auf Wunder aufbaut, als unzureichend angesehen.[89]
  4. Prophezeiungen: Heilige Schriften der Vorgängerreligion verweisen immer auf die nachfolgenden Offenbarer. Diese Prophezeiungen sind allerdings nur für jene relevant, die auch diese heiligen Schriften als Autorität anerkennen. Es handelt sich daher um einen Komplementärbeweis zu den anderen, eine Sicht, die sich bereits bei Thomas von Aquin findet.[90]
4. Validierung:[91] Diese Beweise wendet Abu’l-Faḍl exemplarisch auf die großen Propheten an und zeigt, dass sie für alle Religionen im Allgemeinen und für die Bahai-Religion im Besonderen nachzuweisen sind. Wer diese Beweise im Falle der Letzteren ablehnt, delegitimiert also auch die anderen Religionen und kommt so in Schwierigkeiten, wenn es darum geht, die Authentizität des eigenen Glaubens zu begründen, wie das Beispiel von Chomeini weiter unten zeigt.

Den zweiten Teil des Rahmens bildet die Ähnlichkeit der Opposition gegen die Offenbarungsreligionen in der Gesellschaft. Diese Widerstände folgen demselben Muster, weil es sich bei den Religionen um dasselbe Phänomen handelt:
1. Die Einwände der Geistlichen gegen die neu entstehende Religion folgen einem einheitlichen Paradigma:[93]
  1. die sinnlich wahrnehmbare Erfüllung der Zeichen des Endes statt ihrer allegorischen Erfüllung
  2. das Erscheinen eines genau spezifizierten Heilands, und nicht einer anderen edlen Seele, die mit denselben göttlichen Eigenschaften ausgestattet ist, wie der Offenbarer des eigenen Glaubens
  3. die ewige Gültigkeit der eigenen Religion, statt ihre Erneuerung und Anpassung an den zivilisatorischen Fortschritt durch einen neuen Offenbarer
2. Wissenschaftler und Philosophen stellen den Offenbarern die ungelösten wissenschaftlichen Fragen ihrer Zeit und kritisieren sie, wenn die Antwort nicht an ihre gängigen Theorien anknüpft bzw. ganz ausbleibt. Hier wenden die Gelehrten seiner Ansicht nach die Wissenschaft im falschen Kontext an, denn die Aufgabe der Offenbarer ist primär eine Führungsaufgabe, eine Sicht, die sich bereits bei Johann Wolfgang von Goethe[94] findet. Sie sollen die Menschen einen, damit diese mit ihrer Lehre die Gesellschaft weiterentwickeln. Außerdem ist die Wissenschaft im Fluss und ihre Theorien werden oft überholt. Von Mosheims Kirchengeschichte[95] zitierend, verweist er darauf, dass dies sich kontraproduktiv auswirken kann, wenn mit der Autorität und dem Vertrauenskapital der Religion falsche wissenschaftliche Theorien durchgesetzt werden, wie es zum Beispiel Bonifatius, getan hat, als er gegen Virgil von Salzburg vorging, u. a. weil letzterer der Auffassung war, dass die Erde rund und nicht flach ist.[96] Besonders wenn es um falsche, sehr stark verbreitete Theorien geht, z. B. das geozentrische Weltbild, müssten also die Offenbarer dies sehr genau für alle Menschen nachweisen, damit alle ihnen auch folgen können. So würde aus der Religion Gottes ein wissenschaftlicher Debattierklub und die Offenbarer würden ihre eigentliche Aufgabe, nämlich die Menschen zu führen, nicht erfüllen.[97]
3. Die Literaten stellen fest, dass die Texte, Sprache und Symbolik der neu entstehenden, offenbarten Heiligen Schrift ihren ästhetischen Vorstellungen nicht entspricht, stellen den göttlichen Ursprung in Frage, behaupten selbst bessere Texte erstellen zu können und polemisieren dagegen.[98]

### Universelle Exegese der Heiligen Schrift
Da es sich bei den verschiedenen Religionen um dasselbe Phänomen handelt, das aus derselben Quelle stammt, lässt sich ihre heilige Schrift exegetisch so behandeln, als würde es sich um nur einen Textkorpus handeln. Nach Abu’l-Faḍl sind die Heiligen Schriften in der „Sprache des Himmels“ abgefasst, die es zu beherrschen gilt, wenn jemand die Geheimnisse der Schrift enthüllen möchte. Aus diesem Grunde verwenden die Tora, das Evangelium und der Koran die gleiche Symbolik auf analoge Art und Weise, wie z. B. das Fallen der Sterne, den Posaunenstoß am Ende der Zeit, … Entsprechend bezeichnen sie z. B. die Person des Offenbares als Baum, seine Gegner als verdorbenen Baum. Für Religion verwenden sie Himmel als Metapher und für die Herzen der Gläubigen Erde. Die Aussagen der Heiligen Schrift, die sich auf die Ereignisse am Ende der Zeit beziehen, sind daher allegorisch auszulegen. Dies führt er an etlichen Stellen im Fará’id und Faṣlu'l-Khiṭáb durch und demonstriert damit auch die Gültigkeit von Origenes’ Modell vom mehrfachen Schriftsinn für alle Heiligen Schriften.

## Rezeption seiner Person und seines Wirkens

### In der Bahai-Welt
Unter den Bahai gilt Mírzá Abu'l-Faḍl als einer der „größten Gelehrten des Glaubens …, ein Apologet höchsten Formats mit unermesslichen Beiträgen zur Literatur des Glaubens“. Bahaullah lobte an ihm die Reinheit seiner Motivation, Loslösung, Dienstbereitschaft, Authentizität, Weisheit sowie Eloquenz und richtete zahlreiche Tafeln an ihn. Abdul-Baha steigerte die Bedeutung seines Beinamens zu „Vater aller Gelehrsamkeit“ oder „Vater aller Vortrefflichkeit“, indem er das zweite Glied seines Beinamens in der Pluralform aussprach, d. h. Abu’l-Faḍa’il statt Abu’l-Faḍl, wobei faḍa’il der gebrochene Plural zu faḍl ist. So wird er auch in der Regel in der persischsprachigen Bahai-Literatur genannt. In der Tafel, in der Abdul-Baha Abu'l-Faḍl ins Heilige Land einlädt, nennt er ihn zu Beginn „O du Vater aller Gelehrsamkeit, deren Mutter und Bruder …“. Abdul-Baha legte den Bahai nahe, sich in ihrem Leben Abu'l-Faḍl als höchstes Vorbild zu nehmen und verlangte, die Gläubigen sollten für Abu'l-Faḍls Wohl sorgen als würde es sich um Abdul-Baha selbst handeln. Er veranlasste, dass die Bahai-Beweise ins Englische übertragen wurden, und dass zwei Bahai im engsten Umfeld des Mírzá Abu'l-Faḍl, die zu ihm ein besonderes Vertrauensverhältnis hatten, seine Biographie für die Nachwelt erstellen. Ebenso benannte Abdul-Baha eines der Tore des Schreins des Bab nach ihm. Shoghi Effendi zählte ihn zu den Aposteln Baha’u’llahs. Insgesamt umfassen die Tafeln Bahaullahs und Abdu'l-Bahas zu seinen Ehren den anderthalbfachen Umfang des Buches der Gewissheit.

### In der orientalistischen Fachwelt
Edward Granville Browne, Professor an der University of Cambridge, und Verfasser eines Standardwerkes über die Literaturgeschichte Persiens, bezeichnet Mírzá Abu'l-Faḍl, der gelegentlich Brownes Recherchen zurechtgerückt hatte, als einen „herausragenden Gelehrten und berühmten Geistlichen“ und hebt dessen Fähigkeit, bei Werken über komplexe historischen Sachverhalte zu „klaren, prägnanten und treffenden Aussagen“ zu kommen, heraus. Wladimir Fjodorowitsch Minorski nennt ihn „den großen Gelehrten aus Samarkand“, Alessandro Bausani, von der Universität Neapel L’Orientale und später an der Universität La Sapienza in Rom, Verfasser eines Standardwerkes über Religionsgeschichte Persiens, nannte ihn den „größten Darleger des Glaubens aus dem Orient“, Amin Banani, der an der University of California, Berkeley, lehrte, spricht von seinem „überragenden Intellekt und ungeheurer Gelehrsamkeit“. Jüngere Untersuchungen zeigen, wie Abu'l-Faḍl in seinen Werken moderne wissenschaftliche Konzepte wie die Paradigmentheorie von Küng und Kuhn, die nach seinem Tod entstanden sind, vorwegnimmt, um Argumente aus den Werken klassischer Autoren wie Origenes und Clemens zu universalisieren und zu einer wissenschaftlich fundierten Beweisführung für die Legitimation aller Religionen auszubauen. Ein weiteres Beispiel ist seine Unterscheidung zwischen der
Offenbarungsreligion metaphysischer Herkunft vs. Lehren bzw. religiösen Traditionen, die unterschiedliche Formen der Religiosität nach sich ziehen: selbstbestimmt, weltoffen, aufgeklärt vs. fremdbestimmt und dogmatistisch. Dies wirkt sich unterschiedlich auf die Innovationskraft religiöser Gemeinschaften und ihren Fortschritt aus. Mit dieser Konzeption von Religiosität liefert er anhand der Heiligen Schriften des Judentums, Christentums und Islams und den Werken ihrer Autoritäten den religionshistorischen bzw. exegetisch-theologischen Rahmen für Max Webers protestantische Ethik. Moderne religionssoziologische Studien wie die KONID-Studie der  Universität Leipzig und  Universität Luzern unterstützen diese Sicht Abu’l-Faḍls.

### Angriffe des schiitischen Klerus
Ein weiterer Beleg für die Bedeutung von Abu’l-Faḍl sind die zahlreichen Angriffe des schiitischen Klerus gegen ihn als Person und besonders gegen seine Werke, vor allem gegen den Fará’id. Es sind neun Versuche schiitischer Widerlegung in Form eines Buches bekannt, neben zahlreichen Kommentaren auf den Websites bekannter schiitischer Gelehrter. Prominentester Angreifer ist Chomeini, der Begründer der Islamischen Republik Iran, der Abu’l-Faḍls Beweisführung kritisiert, weil dieser Wunder ablehnt. Der Revolutionsführer wirft dem Gelehrten vor, dass dieser Wunder als Beweis für Offenbarer ablehne, weil Bahaullah keine Wunder vollbringen konnte. In diesem Zusammenhang polemisiert Chomeini sowohl gegen Abu’l-Faḍl als auch gegen säkulare Zeitgenossen, die den schiitischen Imamen keine Wunder zugestehen und die Bahai-Position übernehmen würden. Den Wirkungsbeweis von Abu’l-Faḍl (s. o.) lehnt Chomeini unter anderem mit der Begründung ab, dass man Anhänger ja kaufen könne, besonders wenn es um charakterschwache Menschen ginge. Außerdem würde es sich dann auch beim Buddhismus um eine Religion handeln, obwohl alle wüssten, dass es sich um eine falsche Religion handele.

## Schriften
In der Zeit der Entstehung der Bahai-Religion schuf Abu’l-Faḍl ein umfangreiches Werk in Arabisch und Persisch, von dem ein Teil durch Verfolgungen und andere Widrigkeiten wie z. B. der russischen Revolution verloren gegangen ist. Er selbst gibt den Umfang dessen, was er während seiner knapp vierjährigen Europa- und USA-Reise niedergeschrieben hat, mit über 2000 Seiten an – obwohl er auf Reisen war und an vielen Abenden Vorträge halten musste. Er schrieb in aller Regel seine Texte nur einmal und kam auch bei größeren Werken ohne Konzepterstellung, Überarbeitung und Revision aus. Beispielsweise ist der Fará’id, sein umfangreichstes Werk, innerhalb von etwa sechs Monaten entstanden, und die erhaltene Niederschrift weist kaum durchgestrichene Stellen auf. Sie war von so hoher Qualität, dass sie nur an zwei Stellen von Abdu'l-Baha abgeändert wurde und in Druck gehen konnte. Bis heute enthalten keine der zahlreichen Gegendarstellungen des schiitischen Klerus Hinweise auf irgendwelche handwerkliche Fehler im Fará'id gemäß gängiger wissenschaftlicher Standards. Stattdessen beschränken sie sich auf Polemik gegen seinen Interpretationsansatz der Heiligen Schriften. Der größte Teil seines Werkes führt von den heiligen Schriften anderer Religionen und den Werken ihrer führenden Autoritäten zum Offenbarungsanspruch Baha’u’llahs hin und begründen diesen. Dabei verwendet Abu’l-Faḍl grundlegend neue wissenschaftliche Konzepte, noch lange bevor diese bekannt waren, wie z. B. die Paradigmentheorie von Thomas Kuhn, die Hans Küng in die Religionswissenschaft eingeführt hat. Damit leistete er entscheidende Beiträge zur systematischen Erforschung von Religionen.
Das erhaltene Werk von Abu’l-Faḍl lässt sich in drei Gruppen einteilen:
1. Briefe in klassischem, reinen Persisch, fársí sarah, die er an Mitstreiter geschickt hat, die im 19. Jahrhundert das Persische vom arabischen Einfluss bereinigen wollten. Die meisten sind vor seinem Übertritt zur Bahai-Religion verfasst.
2. Briefe und Traktate, in denen er Fragen von Gläubigen und an der Bahai-Religion Interessierten beantwortete, und die größtenteils während seiner Reisen entstanden sind.
3. Apologien, in denen er am Beispiel der großen Religionen nachweist, dass es sich um dasselbe Phänomen handelt, das zu der Bahai-Offenbarung hinführt (Bahai-Beweise) bzw. in zwei Fällen (Fará’id und Der glänzende Beweis) die Bahai-Religion gegen Angriffe verteidigt.

Die wichtigsten seiner Arbeiten sind:
1. Die Erläuterung der datierten Verse (Sharh-i-Ayat-Muvarrikhih): Gilt als sein erstes Buch[122] und behandelt Prophezeiungen aus der Heiligen Schrift der drei abrahamitischen Religionen und des Zoroastrischen Glaubens, das er in 1888 auf Fragen eines Bahá’í aus Hamadan geschrieben hat, wo viele der Bahá’í größtenteils jüdischen Hintergrund hatten.
2. Das Traktat des Hiob (Rasaliy-i-Ayyúbiyyih), das Prophezeiungen über den Verheißenen behandelt. Geschrieben wurde es um 1887 auf die Frage eines Bahá’í aus Hamadan.
3. Das Abschließende Wort (Faṣlu'l-Khiṭáb) ist 1892 entstanden auf den Brief eines fundamentalistischen schiitischen Geistlichen aus dem iranischen Teil Aserbaidschans hin, der gezielt Prophezeiungen aus der islamischen Literatur zusammengestellt hatte, die dem Offenbarungsanspruch Bahaullahs nicht entsprachen, z. B. bzgl. des Erscheinungsortes des Verheißenen. Das Werk galt lange als verschollen, ist aber mittlerweile gefunden und verlegt.
4. Die Perlenkette (Kitábu’l-Faráid) gilt als sein Opus Magnus und ist entstanden auf einen Angriff auf das Buch der Gewissheit durch den Schaich al-Islam von Tiflis. Das Buch besteht aus zwei Traktaten. Das erste formuliert am Anfang den Anspruch Bahaullahs und behandelt dann in vier Kapiteln vier Wahrheitsbeweise, um deren Offenbarungsanspruch – ebenso wie den Anspruch der Offenbarer anderer Religionen – zu legitimieren. Die zweite Abhandlung umfasst den weitaus größeren Teil des Werkes und ist eine Punkt-für-Punkt-Widerlegung der Kritik des Schaich al-Islam. Die herausragende Bedeutung des Fará’id zeigt sich darin, dass er häufig in der Bahá’í-Welt zitiert wird. Des Weiteren wurde er von seinen Gegnern so ernst genommen, dass es zahlreiche Gegendarstellungen des schiitischen Klerus inkl. des Ruhollah Chomeini (s. o.) gibt. Die methodische Vorgehensweise im Fará’id setzt moderne wissenschaftliche Konzepte wie die Paradigmentheorie ein. Des Weiteren stellt sie die apologetischen Arbeiten führender frühchristlicher Gelehrter, insbesondere Justin, Origenes und Clemens Alexandrinus auf eine universelle Grundlage, die für alle Religionen anwendbar ist.
5. Die strahlenden Perlen (ad-Durar al-Bahíyya) sind eine Sammlungen von Aufsätzen in Arabisch aus dem Jahre 1900, die seinen Ruf als Gelehrten in Ägypten begründeten. Sie behandeln Fragen eines Schaich aus Indien über Offenbarung und Geschichte, religiöse Riten, Engel und die Wunder Mose. Diese Arbeiten wurden zusammen mit dem Alexandrinischen Traktat (Risaliyyih Iskandaraniyyih) verlegt, das auf Bitten von Edward Browne das Leben Bahaullahs behandelt.
6. Die strahlenden Beweise (al-Ḥujaj al-Bahíyya), bekannt unter Bahai Beweise, erschien 1902. Es handelt sich um eine Einführung in die Bahai-Religion, die sich besonders an die Leserschaft aus westlichen Ländern richtet und die in klarem, schnörkellosen Arabisch gehalten ist. In fünf Einführungen legt er ausgehend von dem Prinzip der Einheit Gottes (1), die Bedeutung und Funktion der Offenbarer dar (2), und leitet daraus die vier Wahrheitsbeweise für Offenbarungsreligionen ab (3), die er in Fará’id publiziert hat. Diese wendet er auf Mose, Christus, Muhammad und Bahaullah an (4) und schließt die Arbeit mit einem Kapitel ab, das die Muster behandelt, denen die Einwände gegenüber neu entstehenden Religionen folgen (5).
Diese fünf Einführungen in al-Ḥujaj al-Bahíyya waren – ähnlich wie Fará’íd – ursprünglich als Einleitung zu einem umfassenden Werk über alle Religionen gedacht, das er nicht mehr fertigstellen konnte. Sie ist seine umfassendste und am besten systematisierte Darstellung seines apologetischen Vorgehens. Die Bedeutung dieser Arbeit zeigt sich daran, dass Abdu'l-Baha persönlich die Übersetzung ins Englisch veranlasste, die 1902 erschien und dann 1919 ins Deutsche übertragen wurde.
7. Der Glänzende Beweis (Burhán-i-Lámi’) von 1912 ist sein letztes Werk und eine Antwort auf die Angriffe eines evangelikalen Predigers gegen die Person und Lehren Abdu'l-Bahas. Hier behandelt er besonders einen Vorwurf, mit dem alle Religionen – besonders aber das Christentum und Bahaitum – konfrontiert waren: der Vorwurf der fehlenden Innovation. Ebenso zeigt er am Beispiel des Christentums auf, wie Gegner neu entstehender Religionen typischerweise vorgehen, wenn sie diese diffamieren. Die Arbeit erschien 1912 auf Englisch und wurde vermutlich noch im selben Jahr von Friedrich Schweizer ins Deutsche übertragen.
8. Briefe und Traktate (Rasá’i va Raqá’im von 1977) umfasst 23 Traktate und zahlreiche Briefe, die der Abu’l-Faḍl-Biograf Ruhollah Mehrabkhani auf vielen Reisen gesammelt hat. Besonders hervorzuheben sind eine Arbeit von Abu’l-Faḍl über die Genealogie Bahaullahs und eine Darstellung der Geschichte der Bahai-Religion, die er in dem arabischen Journal al-Muqtataf (s. o.) veröffentlichte und klar machte, dass die Bahai mit der Ermordung des Náṣirud-Dín Sháh nichts zu tun hatten, was sich später durch die Ermittlungen bestätigte.

### Ausgaben (Auswahl)
- The Brilliant Proof. Kalimát-Press, Los Angeles 1998, ISBN 1-890688-00-2 (online).
- Glänzender Beweis (Burhäne Lämé). Bahá'í-Vereinigung Zuffenhausen, Zuffenhausen 1911, aus dem Englischen übersetzt von Friedrich Schweizer (online).
- The Bahá’í Proofs and A short Sketch of the History and Lives of the Leaders of this Religion. Bahá’í Publishing Trust, Wilmette 1983, ISBN 0-87743-191-4 (online).
- Geschichte und Wahrheitsbeweise der Bahai-Religion. Verlag des deutschen Bahai-Bundes, Stuttgart 1919, aus dem Englischen übersetzt von Wilhelm Herrigel (online).
- Miracles and Metaphors. Kalimát-Press, Los Angeles 1981, ISBN 0-933770-22-7 (ad-Durar al-Bahíyya ins Englischen übersetzt von Juan Ricardo Cole).
- Letters and Essays, 1886–1913. Kalimát-Press, Los Angeles 1985, ISBN 0-933770-36-7 (ausgewählte Briefe von Abu'l-Faḍl aus der Sammlung Rasá'il va Raqá'im ins Englische übersetzt von Juan Ricardo Cole).
- Kitábu'l-Fará'id. Bahá'í-Verlag, Langenhain 2001 (online).
- Faṣlu'l-Khiṭáb. Institute for Bahá'í Studies in Persian, Dundas 1995, ISBN 1-896193-06-4 (online).
- Majmu‘iy-i-Rasáʼil-i-Ḥadrat-i-Abi'l-Faḍl. Maṭba‘a as-Sa‘áda, Kairo 1920 (online).